# Allan Wagner Tizón

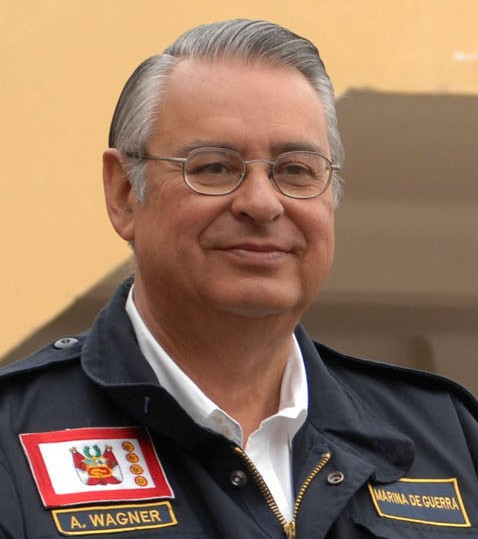
Allan Wagner Tizón (2007)

Edward Allan Wagner Tizón (* 7. Februar 1942 in Lima) ist ein peruanischer Diplomat und Politiker. Seit 15. Februar 2021 ist er zum zweiten Mal der amtierende Außenminister des Landes.

## Leben

### Studium und Diplomat
Wagner Tizón begann nach dem Schulbesuch ein Studium der Ingenieurwissenschaften an der Universidad Nacional de Ingeniería (UNI) sowie an der Universidad Nacional de Trujillo (UNT). Daneben absolvierte er ein Studium in den Fächern Geistes- und Rechtswissenschaften an der Päpstlichen Katholischen Universität von Peru (PUCP) und der Universidad Nacional Mayor de San Marcos (UNMSM).
Im Mai 1963 trat er in den Diplomatischen Dienst ein und war zunächst Bearbeiter für das Allgemeine Zoll- und Handelsabkommen (GATT) im Außenministerium, ehe er als Handelsattaché an die Botschaft in die Schweiz versetzt wurde. Nach seiner Rückkehr und dem Besuch der Diplomatischen Akademie arbeitete er als Dritter Sekretär mit das Abkommen von Cartagena vom 26. Mai 1969 aus, das zur Gründung des Andenpaktes führte. Daneben war er zwischen 1968 und 1971 Vertreter bei der Lateinamerikanischen Gemeinschaft für den Freihandel (ALALC) in Montevideo und danach bis 1975 Zweiter Sekretär und Leiter der Wirtschaftsabteilung der Botschaft in den Vereinigten Staaten. Nachdem er nach Peru zurückgekehrt war, wurde er Erster Sekretär in der Abteilung für Technische Zusammenarbeit und Internationale Finanzen des Außenministeriums sowie 1976 Direktor für Wirtschaftsbeziehungen mit Lateinamerika und Integration. Nach einer Verwendung an der Botschaft in Chile von 1978 bis 1980 wurde Wagner Tizón Leiter der Abteilung für Außenbeziehung der Andengemeinschaft und dann 1983 Kabinettschef des Außenministers. Zuletzt war er zwischen 1983 und 1985 Leiter der Kanzlei der Botschaft in den USA.

### Minister und Botschafter
Er wurde im Juli 1985 von Staatspräsident Alan García zum Außenminister in dessen Kabinett berufen und behielt dieses Amt bis Mai 1988. Im Anschluss war er erst Botschafter in Spanien und danach von 1990 bis 1992 in Venezuela. Nach der Auflösung des Kongresses durch Staatspräsident Alberto Fujimori im April 1992 wurde er als Botschafter abberufen, lebte jedoch bis zum Ende von Fujimoris Präsidentschaft im September 2000 im Exil in Caracas.
Später war er zwischen 2001 und 2002 Botschafter in den USA, ehe er anschließend im Juli von Staatspräsident Alejandro Toledo wiederum zum Außenminister ernannt wurde und dieses Amt bis Dezember 2003 bekleidete.
Zwischen Dezember 2004 und Juli 2006 war er als Nachfolger von Guillermo Fernández de Soto Generalsekretär der Andengemeinschaft. Im Anschluss berief ihn der wiederum zum Staatspräsidenten gewählte Alan García zum Verteidigungsminister in dessen Kabinett, dem er in dieser Funktion von Juli 2006 bis Dezember 2007 angehörte.
Im Januar 2008 wurde er diplomatischer Vertreter Perus vor dem Internationalen Gerichtshof wegen der Meinungsverschiedenheiten zwischen Chile und Peru über Meereszonen sowie im Februar 2008 Botschafter in den Niederlanden. Letzteres war er bis April 2014.
Am 15. Februar 2021 wurde er erneut als Außenminister vereidigt. Seine Vorgängerin Elizabeth Astete war nach nur wenigen Monaten im Amt wegen Vordrängelei bei der Covid-19-Impfung zurückgetreten.